# Wassernutzungseffizienz
Unter Wassernutzungseffizienz (engl. water-use efficiency, Abkürzung WUE) versteht man das Verhältnis von fixiertem Kohlenstoff zu transpiriertem Wasser bei Pflanzen. Pflanzen fixieren in der sogenannten Dunkelreaktion der Photosynthese Kohlenstoffdioxid. Dieses CO2 wird dabei durch die geöffneten Spaltöffnungen aufgenommen, wobei aber Wasserdampf entweicht. Insbesondere Pflanzen in Trockengebieten müssen deshalb möglichst viel CO2 in kurzer Zeit fixieren, um nicht zu viel Wasser zu verlieren. Solche Pflanzen, z. B. C4-Pflanzen oder Pflanzen mit dem Crassulaceen-Säurestoffwechsel, haben eine hohe Wassernutzungseffizienz.
Unter Trockenstress (Wasserstress) werden über die induzierte Abscisinsäure die Spaltöffnungen in den Blättern der Pflanzen geschlossen und die Wassernutzungseffizienz erhöht sich.
Je nach Bestimmung der Wassernutzungseffizienz unterscheidet man zwischen:
- Wassernutzungseffizienz der Produktion (engl. water-use efficiency of productivity oder integrated water-use efficiency): sie ist das Verhältnis aus gewonnener Biomasse zum Wasserverlust bei der Biomasseproduktion.
- Wassernutzungseffizienz der Photosynthese (engl. photosynthetic of water-use efficiency): sie wird mittels Gaswechselmessungen bestimmt. Stellt sie das Verhältnis des während der Photosynthese gewonnenen Kohlenstoffs zum Wasserverlust durch Transpiration dar, wird sie als "instantaneous water-use efficiency" bezeichnet. Wird statt der Transpirationsrate die Wasserdampfleitfähigkeit der Stomata verwendet, nennt man sie "intrinsic water-use efficiency".